# Ludwig Czerny
Ludwig Czerny (* 24. Juni 1887 in Belgrad; † 10. September 1941 in Berlin) war ein deutscher Schauspieler, Filmregisseur und Filmproduzent und gilt als Erfinder der (nach eigenem Verfahren hergestellten) Stummfilmoperette.

## Leben
Czerny wuchs in Wien auf, wo er Volksschule, Bürgerschule und Realgymnasium besuchte. Kurz nach der Jahrhundertwende nahm er Schauspielunterricht bei Hofschauspieler Hermann Romany in der Theaterschule Wien. Seine künstlerische Laufbahn begann Czerny am Theater an der Wien, sein erstes Festengagement führte ihn 1906 ans Innsbrucker Stadttheater. Im Jahr darauf wechselte er als Chorsänger ans Hamburger Carl-Schulze-Theater. 1910 ging Czerny mit einem Ensemble auf Opern- und Operettentournee nach Südamerika und führte dort auch Regie. Im darauffolgenden Jahr wurde er als Regisseur (unter der Oberspielleitung von Felix Basch) an das Wiener Operetten-Ensemble berufen. Bereits jetzt fühlte sich Czerny dem Musiktheater verbunden – ein Interesse, das Jahre später sein Kinoschaffen maßgeblich bestimmen sollte.
In Berlin eingetroffen, knüpfte Ludwig Czerny zu Beginn des Ersten Weltkriegs Kontakt zur Filmbranche. Er verdankte seinen Karrierestart als Filmregisseur dem Schauspieler und Produzenten Emil Sondermann, der ihn in den Jahren 1915 und 1916 für seine 'Sondi'-Filmreihe engagierte. Im Dezember 1918 gründete er mit dem Kaufmann Johannes Lahm die Cela-Film GmbH. 1920 gründete er die Produktionsfirma Notofilm GmbH, mit der er in den kommenden Jahren mehrere Stummfilmoperetten – darunter Das Kußverbot, Miß Venus (Leinwanddebüt des nachmaligen Stars Willy Fritsch), Die blonde Geisha und Das Mädel von Pontecuculi – in eigener Regie herstellte.
Nach einem von ihm mitentwickelten Modus (dem sogenannten Czerny-Springefeld-Verfahren) wurde ins Filmnegativ ein Notenblatt einkopiert, das dem im Kinosaal anwesenden Kapellmeister und seinem Orchester als Vorlage dienen sollte. Während der filmischen Musikpassagen konnte somit der Kapellmeister von dem am unteren Bildrand laufenden Notenband die Melodie dirigieren; Sänger im Saal versuchten ihre Arien synchron zu den Lippenbewegungen der Schauspieler auf der Leinwand vorzutragen. Trotz des beträchtlichen Aufwandes erwiesen sich diese Filme als technisch nicht ausgereift und überdies als ziemlich erfolglos. Nach dem Publikums- und Kritikerflop Das Mädel von Pontecuculi – Filmkritiker Robert Volz bezeichnete zum Jahresbeginn 1925 das im November 1924 uraufgeführte Werk als „Mißgeburt dieser Filmoperette“ – zog sich der Pionier dieser Filmgattung vollständig aus dem Regiegeschäft zurück. Nachdem auch der 1925 gedrehte Singfilm Gretchen Schubert in jeder Hinsicht gescheitert war, stellte die Noto-Film ihre Produktion komplett ein.
Im September 1928 gründete er die Visophon GmbH. Gegenstand des Unternehmens war der Bau und Vertrieb von Sprechtonfilmaufnahme-Apparaten und Vorrichtungen; Fabrikation, Verleih und Vertrieb von Filmen, bei deren Herstellung die von der Gesellschaft gebauten Apparate benutzt wurden sowie die Verwertung von Musikwerken, deren Wiedergabe durch Platten, Walzen, Filme und ähnliche Vorrichtungen erfolgte.
Mit Beginn der Tonfilm-Ära kehrte Czerny zum Film zurück und versuchte sich, erneut ohne rechtes Fortüne, mit der Czerny-Produktion GmbH als Filmproduzent. Dabei konzentrierte er sich auf Dokumentationen über (norddeutsches) Land und Leute. Nachdem es ihm nicht gelungen war, mit der Produktion von zwei Spielfilmen, der harmlosen Jungengeschichte Die Bande vom Hoheneck und Peter, Paul und Nanette, nennenswerte Erfolge zu erzielen, stellte er die Produktionstätigkeit ein.
Ludwig Czerny starb bei einem Fliegerangriff, als er einer Frau helfen wollte, ihren Kinderwagen in den Luftschutzkeller hinunterzutragen.
Czerny war mit den Schauspielerinnen Martha Auguste Klara Müller und Ada Svedin verheiratet. Beide Ehen wurden geschieden.

## Filme (als Regisseur)
- 1916: Sondis Kleine
- 1916: Lillis erste Liebe (in AT: Lylis erste Liebe)
- 1916: Lottes erste Liebe
- 1917: Die goldene Brücke
- 1919: Alfreds Techtelmechtel (auch Produktion)
- 1919: Der Glücksschmied (auch Produktion)
- 1919: Das Menuett (auch Produktion)
- 1920: Das Kußverbot (auch Drehbuchmitarbeit und Produktion)
- 1921: Miß Venus (auch Drehbuchmitarbeit und Produktion)
- 1922: Jenseits des Stromes (auch Produktion)
- 1922: Die blonde Geisha (auch Drehbuchmitarbeit und Ko-Produktion)
- 1924: Das Mädel von Pontecuculi (auch Produktion)
- 1925: Gretchen Schubert (nur Produktion)
- 1931: Buch und Mensch (Kurzfilmdokumentation, nur Produktion)
- 1932: Im Teufelsmoor (Kurzfilmdokumentation, nur Produktion)
- 1932: Heidehochzeit (Kurzfilmdokumentation, nur Produktion)
- 1933: Eine Stadt ruft die Welt (Kurzfilmdokumentation, nur Produktion)
- 1933: Ein glücklicher Vormittag (Kurzfilmdokumentation, nur Produktion)
- 1934: Die Bande vom Hoheneck (nur Produktion)
- 1934: Peter, Paul und Nanette (nur Produktion)